# 弗朗茨·齐赖斯

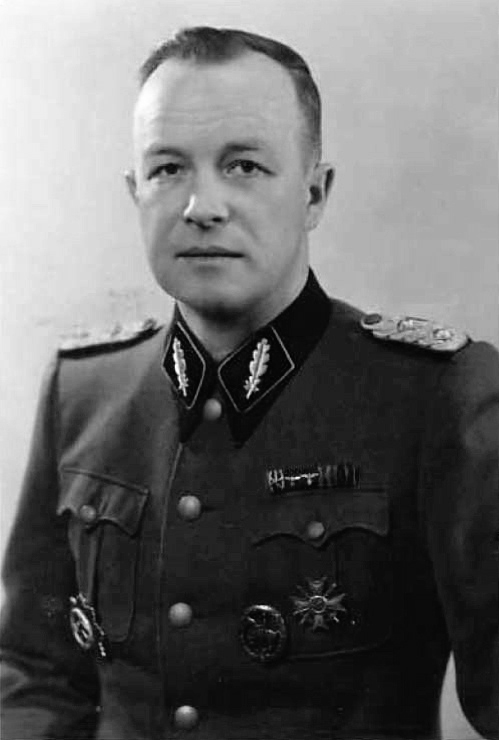
弗朗茨·齐赖斯

弗朗茨·克萨韦尔·齐赖斯（德語：Franz Xaver Ziereis；1905年8月13日—1945年5月24日），納粹德國軍官，自1939年起担任毛特豪森-古森集中營长官，至1945年该营被美军攻佔为止。
1945年5月3日，齐赖斯携妻子出逃，试图躲进他们位于上奥地利的山区的狩猎小屋。但齐赖斯遭到大量获释囚犯以及美军士兵的追杀。5月23日，已经跑出了160公里的齐赖斯被一支美军部队找到。齐赖斯在美军士兵接近时举枪开火，后者还击，齐赖斯腹部中了三枪，之后被带到了美军医院。官兵们不得不严加阻拦，以免齐赖斯被囚犯们活活打死。在他接受社会学家、前毛特豪森集中营囚犯汉斯·马沙莱克（Hans Maršálek）问讯后后不久就因伤而死了。